# 女川湾
女川湾（おながわわん）は、日本の東北地方、宮城県中部の東側にある湾。三陸海岸の南部に所在する牡鹿半島の基部に位置し、東側に開く形で太平洋と結ばれている。
宮城県牡鹿郡女川町の大貝埼と同町の赤根埼を結ぶ線および陸岸によって囲まれた海域を指す。湾口部北側には出島が位置しており、陸岸との間は最狭部の幅が約300メートルの出島水道となっている。なお、女川湾の海域を出島南端と早崎を結ぶ線を湾口とする場合もある。
女川湾南側では中央部に大貝崎が張り出し、その西側の南西方向に延びる支湾は五部浦湾（ごぶうらわん）と呼ばれている。また、大貝崎から東側の早崎への海岸線も湾入している。一方、北側の湾奥には日本の主要漁港の一つに数えられる女川漁港があり、女川町の市街地が広がる。女川港としての設備は湾内の4地区にそれぞれ整備されている。
沿岸域は三陸復興国立公園に属する（2015年3月31日に南三陸金華山国定公園を編入）。

## 基本データ
国際エメックスセンターによる、女川湾の基本データ（2020年時）。
- 湾口幅：2.5km
- 面積：12.1km2
- 湾内最大水深：36m
- 湾口最大水深：36m
- 閉鎖度指標：1.39（1以上を示す海域のため、排水規制対象である。cf. 閉鎖性水域、水質汚濁防止法）
- 環境基準類型指定水域

## 概要
湾内ではギンザケを始め、アワビ、ウニ、カキ、 ホタテガイ、ホヤなどの養殖漁業が行なわれている。戦後、湾内の小乗浜においてワカメ養殖が成功し、これが宮城県内各地に広まった。
女川湾は、最大水深36メートルと水深が比較的深く、宮城県に寄港する大型船舶の碇泊地になることが多かった。1611年（慶長16年）、スペインのセバスティアン・ビスカイノは仙台藩北部沿岸を測量し、女川湾についても記録を残している。明治時代の初めには、宮城県の鳴瀬川河口に近代港湾として野蒜築港が建設されるが、その際、女川湾も築港の建設候補地の一つとして挙げられていた。また、1885年（明治18年）にはイギリスの中国艦隊が投錨し、提督のハミルトンが女川湾を軍艦停泊の適地と評した。日清戦争後には、牡鹿郡や桃生郡の有志が女川を軍港とするよう政府へ請願したこともあった。
第二次世界大戦中には、東北地方太平洋岸の防空･対潜任務のため、岩手県の「山田湾航空基地隊」、同地の「北三陸部隊」とともに、横須賀鎮守府隷下の「女川防備隊」が設置され、艦艇が配置された。
第二次世界大戦末期の1945年（昭和20年）8月9日には連合国のイギリス海軍機動部隊所属機による女川への空襲があり、湾内で「大浜」や「天草」などの日本海軍の艦艇7隻（海防艦2隻、掃海艇1隻、駆潜艇1隻、特設艦船2隻、小型タンカー1隻）が撃沈された。これらの戦没者を弔う慰霊碑が国道398号線沿いの湾を望む場所に建てられ、大地震による地盤の亀裂などもあり2021年7月に鷲神公園に移設された。一方、連合国側の損害は航空母艦「フォーミダブル」に所属する戦闘機F4Uコルセアおよび戦闘機スーパーマリン・シーファイア各1機で、これらは撃墜されてそれぞれ女川湾と隣接する山地に墜落した。このうち、F4Uの操縦士であったカナダ海軍のロバート・ハンプトン・グレー大尉は、第二次大戦最後のカナダ人戦死者となった。グレー大尉には、この戦闘での功績によりヴィクトリアクロス勲章が授与された。グレー大尉の記念碑は女川町地域医療センターの敷地内に設置されている。なお、シーファイアの操縦士は脱出して捕虜となった。
2011年（平成23年）3月11日には、東北地方太平洋沖地震が引き起こした大津波が女川湾に押し寄せた。港湾空港技術研究所の調査によれば、津波の最大波高（浸水高）は女川漁港の消防庁舎で海抜14.8メートルを記録。女川町は検測所が流失するほどの津波に襲われ、市街地は壊滅した。女川湾に係る水産業と港湾事業にも大きな打撃をもたらした。

## 環境
全体的に見ると、良好な水質を維持しているが、湾奥に位置する女川港では水質の悪化が懸念されている。
底質は主に泥質であり、岸付近は岩が露出することもある。